# Буданков, Олег Артемьевич
Олег Артемьевич Буданков (28 сентября 1922 — 25 мая 2003) — советский музыкант, ударник, ксилофонист, перкуссионист. Солист оркестра Большого театра СССР, солист Академического оркестра русских народных инструментов Всесоюзного радио и Центрального телевидения, участник дуэта «Алексей Огородников — Олег Буданков».

## Биография
С 1938 по 1941 годы артист Киевского театра оперы и балета. С 1941 по 1945 годы воевал в строевых частях, служил в военно-музыкальном ансамбле, участник Парада Победы 1945 года. С 1952 по 1976 годы солист оркестра Большого театра СССР
Многие годы совмещал работу в оркестре Большого театра с сольной и ансамблевой деятельностью. Совместно с Алексеем Огородниковым и другими артистами ГАБТ СССР является первым исполнителем «Кармен-Сюиты» Родиона Щедрина. Исследователь русских народных ударных инструментов, автор методического пособия.
В качестве солиста и участника ансамблей неоднократно издавался на пластинках «Мелодии» и других советских фабрик грамзаписи.
Похоронен в  Зеленограде, на Зеленоградском северном кладбище в родственной  могиле   рядом  с  женой  Дян Диной Александровной .